# Wilson’s Diner
Das Wilson’s Diner ist ein 1949 gebauter Diner in Waltham im Bundesstaat Massachusetts der Vereinigten Staaten. Es zählt aufgrund seines Tonnendachs zu den sogenannten „Barrel-Roof-Dinern“ und wurde am 22. September 1999 im Rahmen der Multiple Property Submission Diners of Massachusetts MPS in das National Register of Historic Places (NRHP) eingetragen.

## Beschreibung
Das Wilson’s Diner ist ein spätes Beispiel des traditionellen „Barrel-Roof-Diners“ in Massachusetts und befand sich zum Zeitpunkt der Eintrag in das NRHP in exzellentem Zustand. Es wurde 1949 als Baunummer #819 von der Worcester Lunch Car Company gebaut und ist das einzig verbliebene Diner in Waltham. Es ist nach seinen ersten Eigentümern Chester M. und Alice Y. Wilson benannt. Das Wilson’s Diner steht unmittelbar am U.S. Highway 20 am östlichen Rand des Geschäftszentrums der Stadt, wo es über einen rückwärtigen Anbau aus Beton, in dem sich die Küche befindet, mit dem angrenzenden Gebäude verbunden ist.
Das Diner steht auf einem Fundament aus Ziegelsteinen und verfügt über ein Tonnendach (englisch barrel roof). Die in Hellblau und Hellgelb gehaltenen Außenwände bestehen aus Email, die Eingänge befinden sich jeweils an den schmalen Seiten. Im weitgehend im Originalzustand erhaltenen Innenbereich erstreckt sich die Marmortheke über die volle Länge des Diners und verfügt über 18 Barhocker. Weitere Sitzplätze bieten hölzerne Tischnischen entlang der Südseite. Das äußere Farbschema setzt sich auch im Inneren fort und wird durch Akzente in Schwarz und Stahl ergänzt.